# Tiny White
Pour les articles homonymes, voir White.
Pas d'image ? Cliquez ici

a Compétitions nationales et continentales officielles uniquement.

b Matchs officiels uniquement.
Dernière mise à jour le 13 décembre 2009.
Richard Alexander White dit Tiny White, né le 11 juin 1925 à Gisborne en Nouvelle-Zélande et mort le 10 mars 2012 dans la même ville, est un joueur de rugby à XV qui joue avec l'équipe de Nouvelle-Zélande. Il évolue au poste de deuxième ligne.

## Biographie
Richard White joue avec la province de Poverty Bay avec qui il dispute plus de cent matchs au cours de sa carrière. Son grand gabarit – 1,88 m pour 101 kg – lui valent le surnom ironique de Tiny. Il dispute son premier test match avec l'équipe de Nouvelle-Zélande le 3 septembre 1949 contre l'équipe d'Australie. En 1953-1954 il est sélectionné à cinq reprises avec les All Blacks, qui font une tournée en Europe et en Amérique du Nord. Il est même désigné capitaine de la tournée. Il perd avec les All Blacks contre le pays de Galles 8-13. Il participe ensuite à la victoire contre l'Irlande 14-3 puis à celle sur l'Angleterre 5-0 et enfin l'Écosse 3-0. Il perd contre la France 0-3 le 27 février 1954,. Son dernier test match a lieu contre l'équipe d'Afrique du Sud, le 1er septembre 1956. Au cours de la rencontre, il reçoit un coup de pied dans le bas du dos qui le blesse gravement à la colonne vertébrale et le force à mettre un terme à sa carrière sportive.
À sa retraite, Tiny White exploite sa ferme à Gisborne avant de s'investir dans l'organisation locale du rugby, notamment pour le club de la Gisborne High School Old Boys et de l'équipe provinciale de Poverty Bay, puis de devenir maire de la ville pour deux mandats,. Il meurt le 10 mars 2012 dans sa ville natale à l'âge de 86 ans après avoir souffert de problèmes de santé pendant plusieurs semaines,.

## Statistiques en équipe nationale
De 1949 à 1956, Tiny White dispute 55 rencontres avec l'équipe de Nouvelle-Zélande marquant douze essais, soit 36 points. Il dispute notamment 23 test matchs au cours desquels il marque trois essais, soit neuf points.